# José Muñoz Molleda
José Muñoz Molleda (La Línea de la Concepción (Cádiz), 16 de febrero de 1905 - Madrid, 26 de mayo de 1988) fue un compositor español.

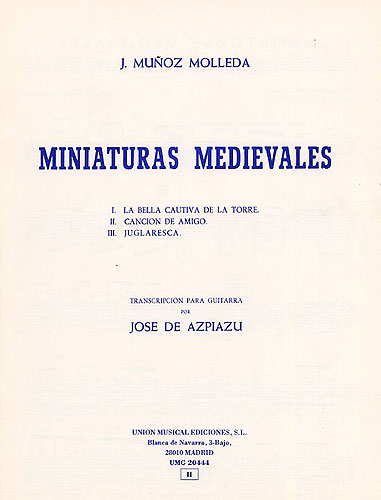
Portada de la edición española de las Miniaturas Medievales de Muñoz Molleda, (trascripción para guitarra) Unión Musical Ediciones, Madrid.

## Biografía
Nació en La Línea de la Concepción el 10 de febrero de 1905, donde comienza sus estudios musicales con Luis Criado. En 1922, deja La Línea para trasladarse a la capital, donde continúa sus estudios musicales en el Real Conservatorio Superior de Música de Madrid, con los profesores José Tragó y José Cardona (Piano) y Abelardo Bretón (hijo de Tomás Bretón) y Conrado del Campo (Composición), siendo premiado en todas las disciplinas. Asimismo cursó estudios de pintura en la Real Academia de Bellas Artes de San Fernando de Madrid. En 1934, le es concedido el Gran Premio Roma, y reside como pensionado de la Academia Española de Bellas Artes de Roma desde 1934 a 1940 en la capital italiana. En Roma recibe lecciones y consejos del eminente compositor italiano Ottorino Respighi. Allí, su Cuarteto N.º 1 en Fa menor recibe el premio de la Academia de Santa Cecilia. De vuelta en España, su Trío en Fa mayor para flauta, violonchelo y piano obtiene el Premio Nacional de Música, en 1951. El Maestro Fernández Arbós, al frente de la Orquesta Sinfónica de Madrid, estrena sus poemas sinfónicos Scherzo macabro y De la tierra alta.
Sus obras de cámara (Quinteto con piano en Sol menor y Segundo Cuarteto en La mayor…) alcanzan una enorme fama a nivel europeo. Su Divertimento a cinco (para flauta, oboe, clarinete, fagot y trompa) es estrenado en París y en los Festivales Internacionales de Granada. La Orquesta Nacional de España (ONE), bajo la batuta del propio compositor estrena su Concierto para piano y orquesta, con Leopoldo Querol como solista. Su oratorio La Resurrección de Lázaro para solistas, coro y orquesta fue interpretado en España, Italia y Alemania, donde cosechó un enorme éxito. Ha escrito numerosas piezas de canción ligera y música para el cine. Fue nombrado Académico de la Real Academia de Bellas Artes de San Fernando, Real Academia de Bellas Artes de San Jorge de Barcelona, Real Academia de Bellas Artes de San Carlos de Valencia y Consejero de la Sociedad General de Autores (SGAE).
En su juventud Muñoz Molleda admiró enormemente la música de Beethoven, Manuel de Falla y Debussy, aunque evitó siempre su influencia directa. Su música es tradicional en el estilo, homogénea, bien equilibrada, y con un notable sabor Andaluz. Sus composiciones más tardías son de una naturaleza religiosa, con una clara influencia del canto gregoriano.
En 1946 compone la música para la película El crimen de la calle Bordadores, que dirigió Edgar Neville. De ella se podría destacar la habanera "Soldadito de Chiclana", interpretada por la actriz Mary Delgado. En 1953 compone la banda sonora de la película Carne de horca de Ladislao Vajda.
José Muñoz Molleda falleció en Madrid el 26 de mayo de 1988, rodeado de su esposa y su familia. Sus restos mortales fueron trasladados a La Línea de la Concepción cuyo ayuntamiento le otorgó a título póstumo la Medalla de Oro de la ciudad. 
Anualmente se le rinde homenaje en su ciudad natal con la celebración del "Certamen Andaluz de Música Muñoz Molleda" en el que se dan cita jóvenes talentos andaluces.
En el año 2005 se celebró el primer centenario de su nacimiento, contando con exposiciones, conciertos y conferencias conmemorativas, así como emisiones de algunas de sus obras en RNE Radio Clásica.

## Obras
| Año     | Obra                                                                | Tipo de obra     |
| ------- | ------------------------------------------------------------------- | ---------------- |
| 1936-37 | La niña de plata y oro                                              | Ballet           |
| 1954    | La rosa viva                                                        | Ballet           |
| 1936-37 | La resurrección de Lázaro                                           | Música vocal     |
|         | Canciones                                                           | Música vocal     |
| 1931    | Postales Madrileñas                                                 | Música orquestal |
| 1932    | Scherzo Macabro, poema sinfónico                                    | Música orquestal |
| 1932    | De la Tierra Alta, poema sinfónico (Premio Nacional de Composición) | Música orquestal |
| 1935    | Concierto para piano y orquesta                                     | Música orquestal |
| 1943    | Fantasía Romántica                                                  | Música orquestal |
| 1945    | Introducción y fugado                                               | Música orquestal |
| 1952    | Miniaturas Medievales                                               | Música orquestal |
| 1934    | Cuarteto N.º 1 en Fa m                                              | Música de cámara |
| 1944    | Divertimento a Seis                                                 | Música de cámara |
| 1950    | Divertimento a Cinco                                                | Música de cámara |
| 1951    | Trío en Fa M para flauta, violonchelo y piano                       | Música de cámara |
| 1952    | Cuarteto N.º 2 en Sol m                                             | Música de cámara |

| Predecesor: Jesús Guridi | Real Academia de Bellas Artes de San Fernando Medalla 47 1961 - 1988 | Sucesor: Luis de Pablo |

- Datos: Q139379